# 蔡想想
蔡想想（さいそうそう、ツァイ・シャンシャン、または想想（英語: Think Think）は、台湾の政治家蔡英文の飼い猫。英語名は、クッキー（英語: Cookie）である。

テレビを視聴する蔡英文と阿才

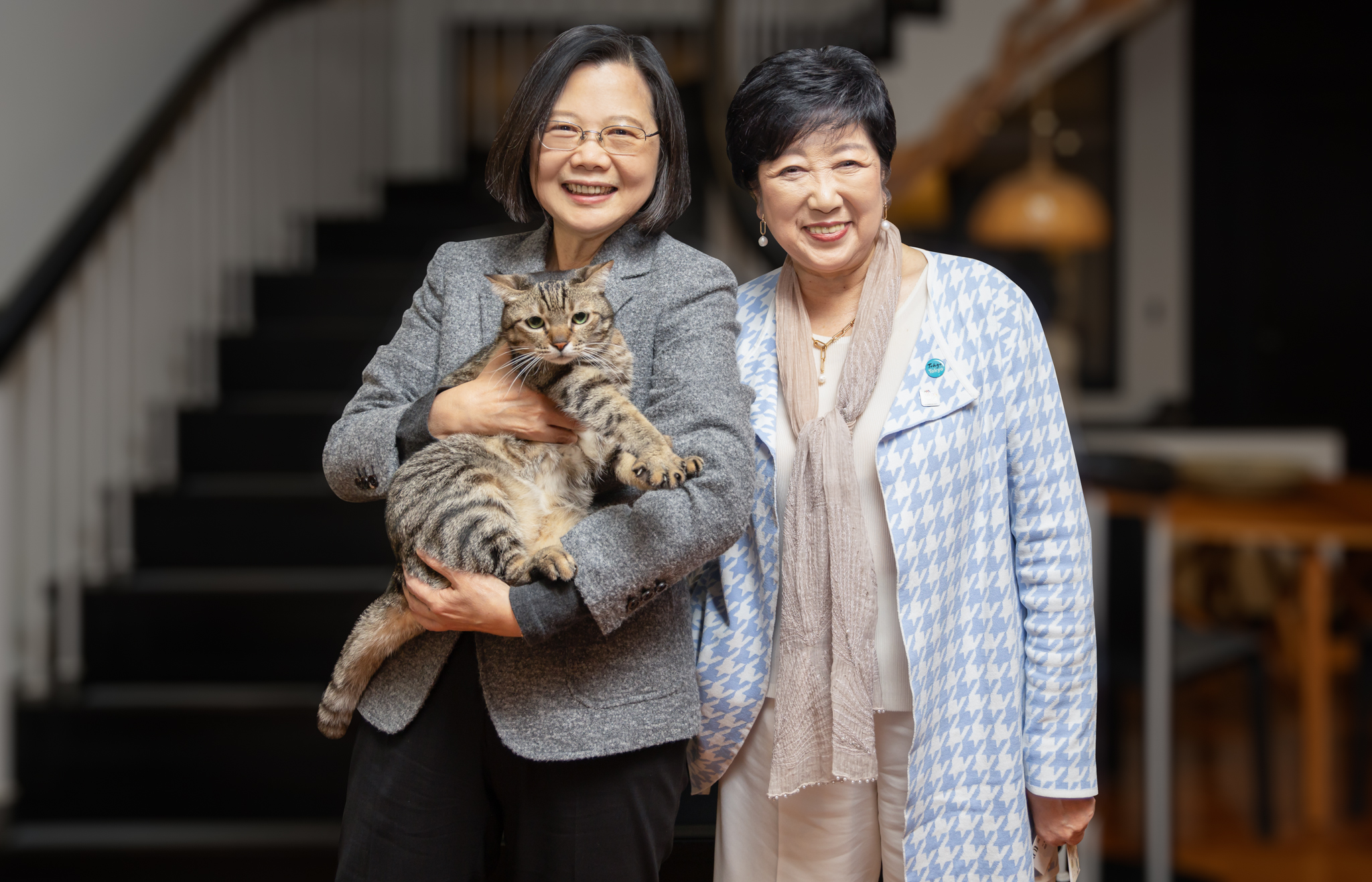
2024年2月7日、蔡英文と蔡想想、東京都知事の小池百合子

愛猫家を自負する蔡英文には2匹の飼い猫がおり、それぞれ蔡想想、阿才 (Ah Tsai, 蔡阿才) と名付けられている。蔡想想は、グレーの色をしたメスのトラネコであり、もともとは花蓮県・秀林郷にある和平村の野良猫であった。
蔡想想の名前は、蔡英文が創設した小英教育基金会 (zh:小英教育基金會) の関連サイトである「想想論壇」に由来する。蔡英文は、「蔡想想は気性の荒い猫である」との旨を述べている。
2012年8月に台風第9号に襲われた和平村を訪れた立法委員の蕭美琴によって、鉄道駅の近くのぬかるんだ道で発見されて救い出された猫が、蔡想想である。同じ年に蕭美琴によって蔡英文のもとに連れて行かれて、彼女の1匹目のペットになった。
蔡想想は、2016年中華民国総統選挙に向けた選挙戦において、蔡英文のFacebookに阿才とともに頻繁に登場し、彼女が若年層からの支持を集めるのに貢献したとされる。蔡英文は、選挙戦において3D小英を用いたPR活動を行っているが、その3D小英が伴っている紙箱猫は、蔡想想がモデルとなっている。